# Pulitzer-Preis 1923
Der Pulitzer-Preis 1923 war die siebte Verleihung des renommierten US-amerikanischen Literaturpreises. Es wurden Preise in acht Kategorien im Bereich Journalismus und dem Bereich Literatur, Theater und Musik vergeben.
Die Jury bestand aus 11 Personen, unter anderem dem Präsidenten der Columbia-Universität Nicholas Murray Butler und Ralph Pulitzer, Sohn des Pulitzer-Preis-Stifters und Herausgeber der New York World.

## Preisträger
| Kategorie                                     | Preisträger                          | Begründung |
| --------------------------------------------- | ------------------------------------ | --- |
| Dienst an der Öffentlichkeit (Public Service) | Memphis Commercial Appeal            | Preis verliehen für die mutige Veröffentlichung von Karikaturen und den Umgang mit Nachrichten über den Ku-Klux-Klan.            |
| Berichterstattung (Reporting)                 | Alva Johnston, The New York Times    | Preis verliehen für die Berichterstattung über das Treffen der American Association for the Advancement of Science in Cambridge. |
| Leitartikel (Editorial Writing)               | William Allen White, Emporia Gazette | Preis verliehen für den Artikel To an Anxious Friend.                                                                            |

| Kategorie                                                   | Preisträger |
| ----------------------------------------------------------- | --- |
| Roman (Novel)                                               | One of Ours (dt. Titel: Einer von uns) von Willa Cather                                                                                   |
| Theater (Drama)                                             | Icebound von Owen Davis |
| Geschichte (History)                                        | The Supreme Court in United States History von Charles Warren                                                                             |
| Biographie oder Autobiographie (Biography or Autobiography) | The Life and Letters of Walter H. Page von Burton J. Hendrick                                                                             |
| Dichtung (Poetry)                                           | The Ballad of the Harp-Weaver: A Few Figs from Thistles: Eight Sonnets in American Poetry, 1922. A Miscellany von Edna St. Vincent Millay |